# 大沼車站
大沼車站 （日语：／ Ōnuma eki */?）是由北海道旅客鐵道（JR北海道）所經營的鐵路車站，位於日本北海道龜田郡七飯町，是JR北海道函館本線沿線車站之一。大沼車站屬於JR北海道函館支社的管理範圍，原設置有站長的大沼車站，本身也是周遭幾個無人小車站的代管理車站，2023年3月18日起降為無人站，其管理權亦改由七飯站接管。
「大沼」來自於阿伊努語的「poro-to」，意思為「很大的湖泊」。

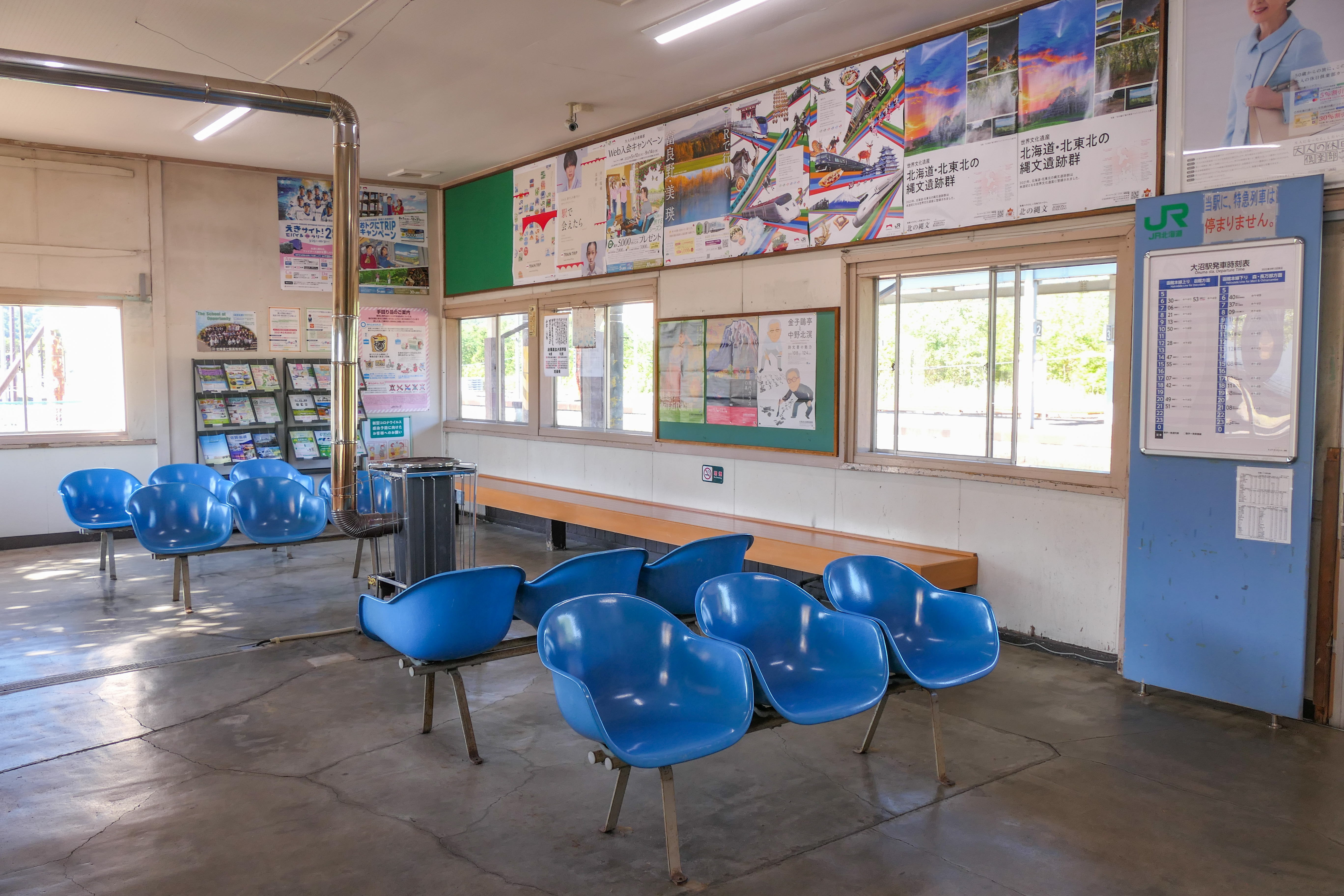
車站內部(2022年9月)

## 簡介
大沼車站是函館本線的主線與砂原支線及下行專用的藤城支線的交會車站，是一個呈「8」字型的路線網之正中央樞紐點。由七飯開始分岔的函館本線主線與藤城支線自南面匯入大沼，並再分開成函館本線主線與砂原支線，朝北方繼續，直到森車站處才匯回。
大沼車站在1903年初設站時雖然原本就命名為大沼，但卻曾在1920年至1964年之間，改名為軍川，而當時的「大沼」這站名則是由今日的大沼公園車站使用，是為第二代的大沼車站。1964年時改回大沼車站之名，形成第一代與第三代大沼車站實際上是同一個車站的情況，而第二代的大沼車站，則改名為「大沼公園」，沿用至今日。

## 車站結構

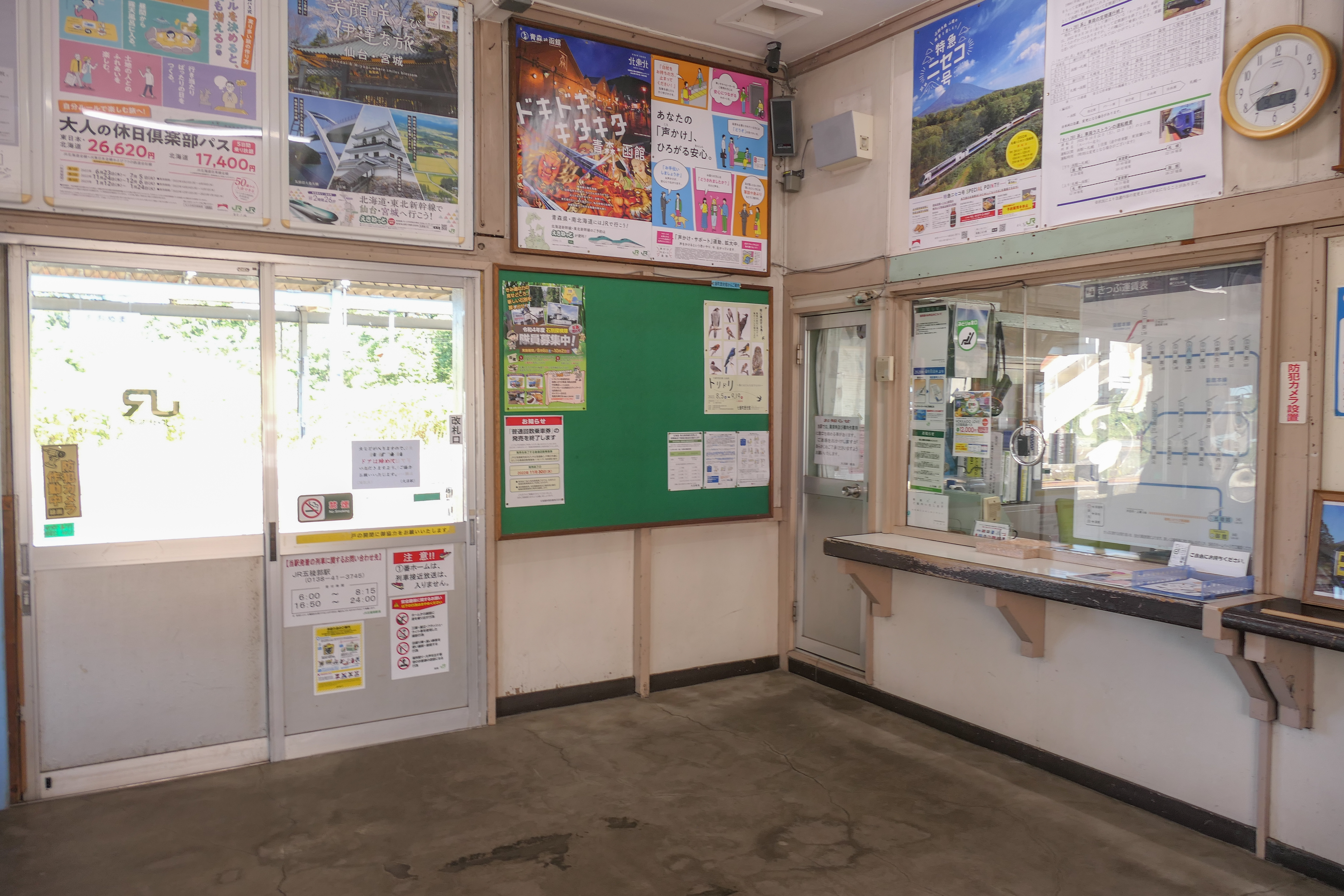
驗票口(2022年9月)

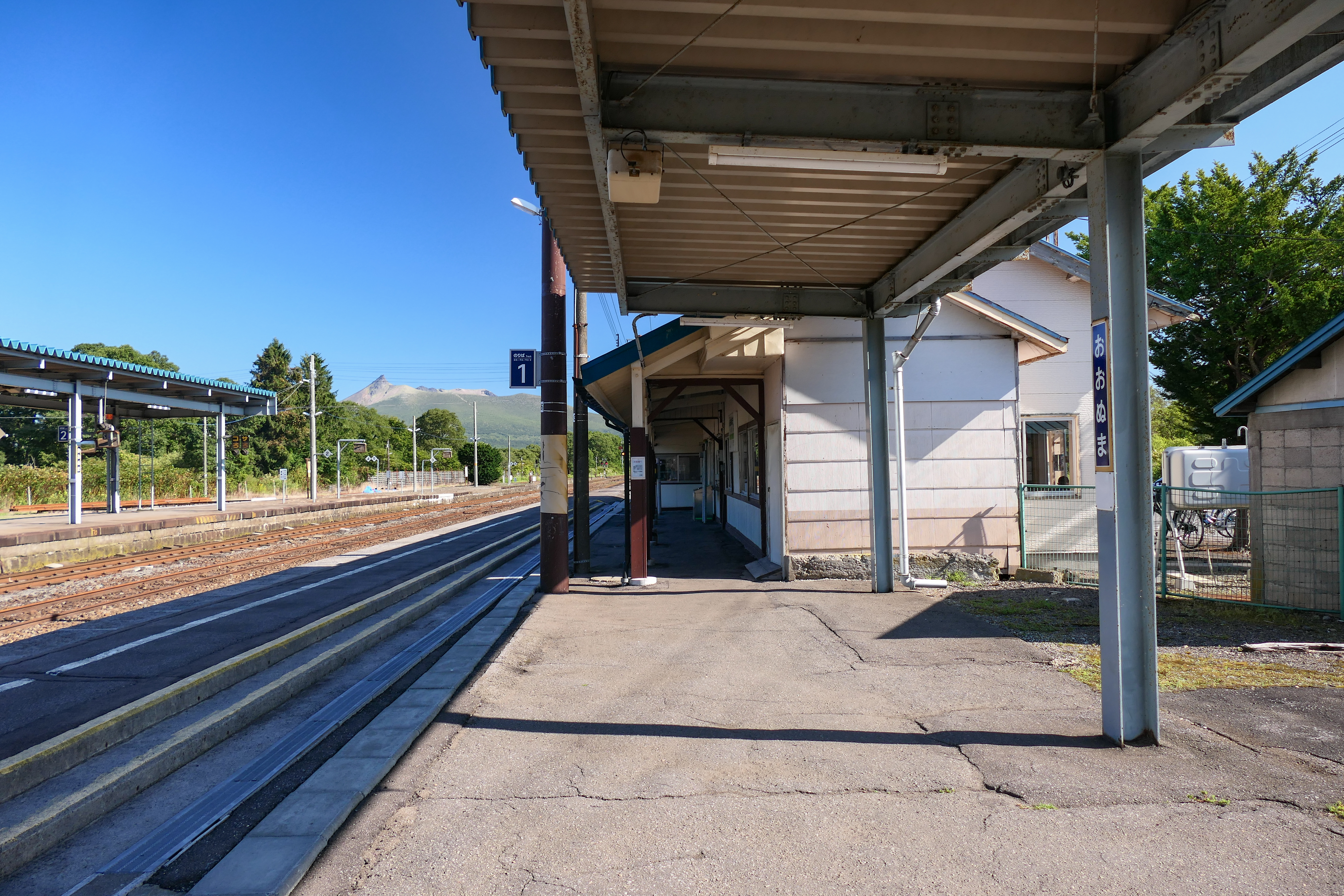
1號月台(2022年9月)

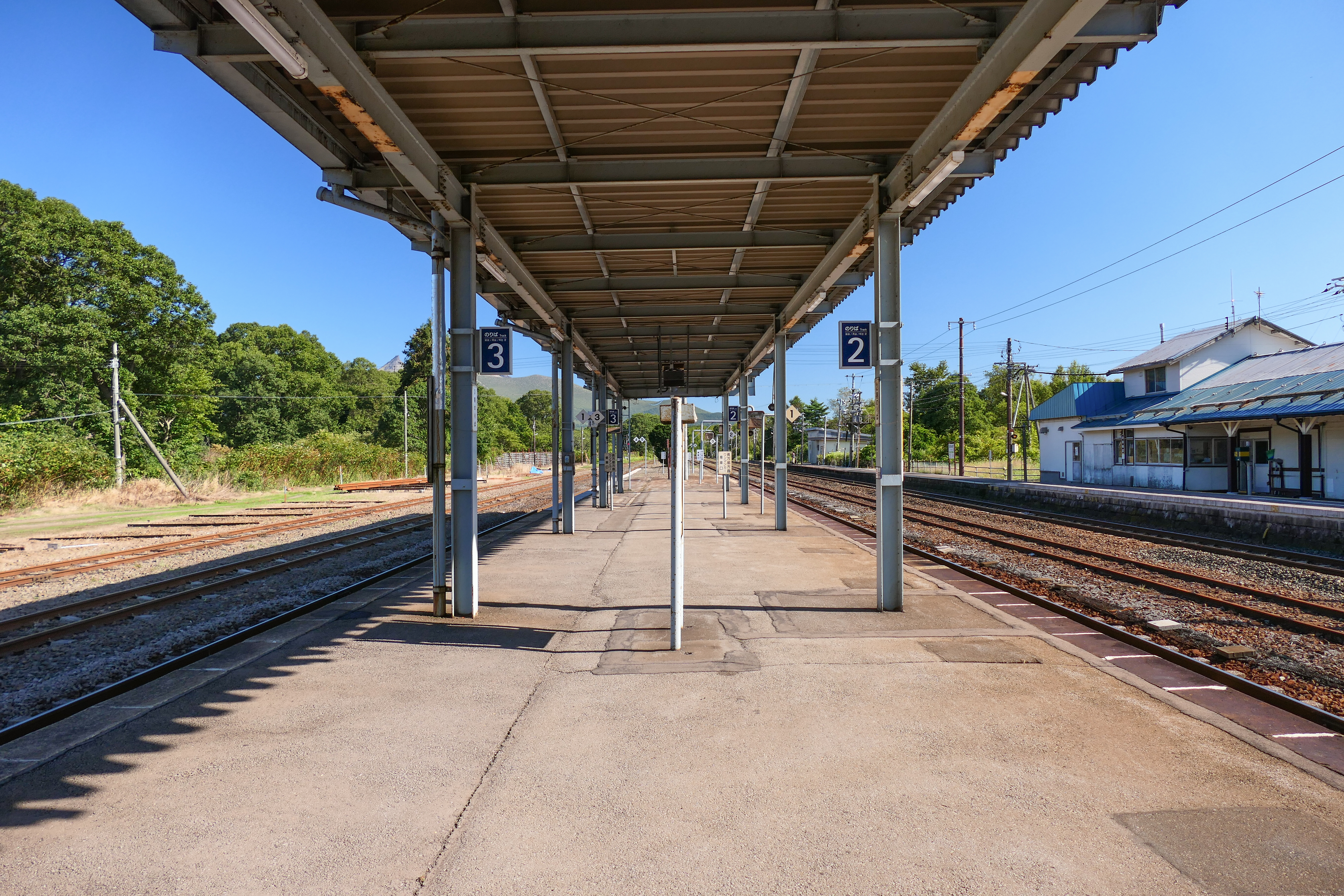
2號與3號月台(2022年9月)

本站為側式月台、島式月台複合型的2面3線的地面車站。各月台以側式月台南側與島式月台中央部的跨線天橋聯絡。

### 月台配置
| 月台 | 路線                  | 目的地                                  |
| ---- | --------------------- | --------------------------------------- |
| 1    | ■函館本線             | 函館方向                                |
| 2    | ■函館本線             | 函館、大沼公園、森方向 待避線、此站始發 |
| 3    | ■函館本線（本線）     | 大沼公園、森、八雲、長萬部方向          |
| 3    | ■函館本線（砂原支線） | 鹿部、渡島砂原、森方向                  |

## 相鄰車站
北海道旅客鐵道（JR北海道）
■函館本線（本線）
普通
仁山（H69）－大沼（H68）－大沼公園（H67）
■函館本線（砂原支線）
普通
大沼（H68）－鹿部（N68）
■函館本線（藤城支線、下行專用）
普通
七飯（H71） → 大沼（H68）

## 外部連結
- JR北海道大沼站 （页面存档备份，存于）